# Копылова (Свердловская область)
Копылова — деревня в Серовском районе Свердловской области России. Входит в Сосьвинский муниципальный округ.
Ранее деревня входила в состав Масловского сельсовета Серовского района.

## История
В «Списке населённых мест Российской империи» 1869 года Копылова упомянута как деревня Верхотурского уезда Пермской губернии, при реке Сосьве, расположенная в 69 верстах от уездного города Верхотурья. В деревне насчитывалось 18 дворов и проживало 142 человека (72 мужчины и 70 женщин).

## География
Деревня Копылова находится в северной части области, на расстоянии 28 километров к западу от посёлка Сосьва, на левобережной надпойменной террасе реки Сосьвы, в 500 метрах к северо-востоку от озера-старицы Малое.
Абсолютная высота — 94 метра над уровнем моря.
В деревне две улицы: Садовая и Северная; один переулок — Овражный.
В одном километре к северу от деревни проходит автодорога Серов — Гари.

## Население
| 2002 | 2010 | 2021 |
| ---- | ---- | ---- |
| 32   | ↗41  | ↘15  |

Согласно результатам переписи населения 2002 года, русские составляли 97 % из 32 жителей деревни.

## Известные уроженцы
В деревне Копыловой родился участник Великой Отечественной войны, Герой Советского Союза Степан Андреевич Копылов (1920—1943).